# Parque natural de Invernadero
El parque natural de Invernadero (en gallego O Invernadeiro) es un espacio natural protegido español situado en los montes del municipio de Villarino de Conso, provincia de Orense, comunidad autónoma de Galicia. Tiene una superficie de 5722 hectáreas.
Antiguamente fue refugio de caza y espacio natural en régimen de protección general, en virtud de la Orden del 15 de noviembre de 1989 y con la regulación de las actividades de uso público según la orden de 8 de enero de 1990.

## Geografía
Es un paisaje de carácter montañoso situado al sur del macizo Central, en la provincia de Orense, entre los ríos Ribeira Grande y Ribeira Pequeña, y formado por la sierra de San Mamede, Queixa, Manzaneda y el Fial das Corzas, que constituyen el macizo Central orensano, con altitudes de alrededor de 1000-1600 m, situadas en el término municipal de Vilariño de Conso. 
Las altas montañas, de picos cubiertos de pastos, muestran grandes extensiones de matorral que llegando a las orillas de los ríos, cede el protagonismo a las fragas y a la vegetación de ribera donde la vida bulle de manera sorprendente. Aquí y allá, dispersas y oscuras manchas de pinos recuerdan que fue el árbol predominante en el pasado. La fauna aquí asombra por su riqueza y su adaptación al medio ambiente. 
La zona se caracteriza por su riqueza faunística, botánica y por su enorme interés geomorfológico y paisajístico. 

### Geología

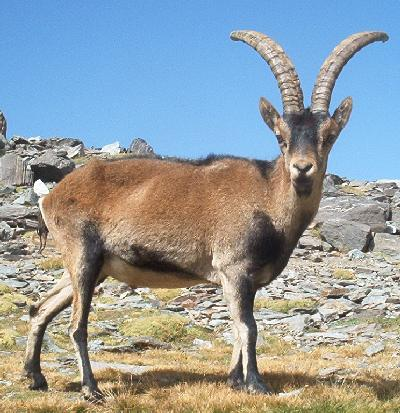
La cabra montés habita actualmente en el parque después de su reintroducción.

Desde el punto de vista geológico, la zona está formada en la zona sur por esquistos, y cuarcitas, y al norte y noreste por granito. Estas dos áreas están separadas por afloramientos magmáticos, gneis y arcosas.
Predominan los valles, con grandes manifestaciones de la acción erosiva de las aguas fluviales, que separan las zonas altas y planas. Aparecen también algunas llanuras aisladas, relativamente extensas y rejuvenecidas por la red fluvial, con elevaciones de unos 1000 m.
La acción del frío durante el cuaternario dejó claras huellas geomorfológicas muy claras: morrenas, circos glaciares, etc.

### Clima
Este parque natural, debido a su carácter de tierra interior, no participa de las características del clima oceánico en la misma medida que otras zonas de Galicia, de manera que, aun estando dentro de la zona de clima oceánico, se aproxima más al clima continental. Además, su complicado relieve da al clima una variedad muy notable, con la aparición de microclimas de pequeña extensión.
Los veranos son suaves, con temperaturas alrededor de los 15 °C, y los inviernos muy fríos, con mínimas que pueden llegar a -7 °C.
Las precipitaciones son muy abundantes (2000 mm/año), con parte de la precipitación en forma de nieve.
El verano, cálido y seco, da un carácter mediterráneo a algunas de sus áreas, pero al mismo tiempo, tiene también influencia atlántica (oceánica).
Este carácter mixto que en la actualidad tiene la sierra, le da un gran interés a su vegetación, que se encuentra en los límites de las regiones eurosiberiana y mediterránea.

### Hidrografía
La sierra de Queixa funciona como un importante núcleo de dispersión hidrográfica. La red fluvial que se organiza dentro de estos límites da lugar a dos grandes cuencas: la del río Miño y la del río Duero. A este último pertenece el río Támega, que se une al Duero en tierras portuguesas, drenando una pequeña extensión del suroeste de esta zona.

## Vegetación

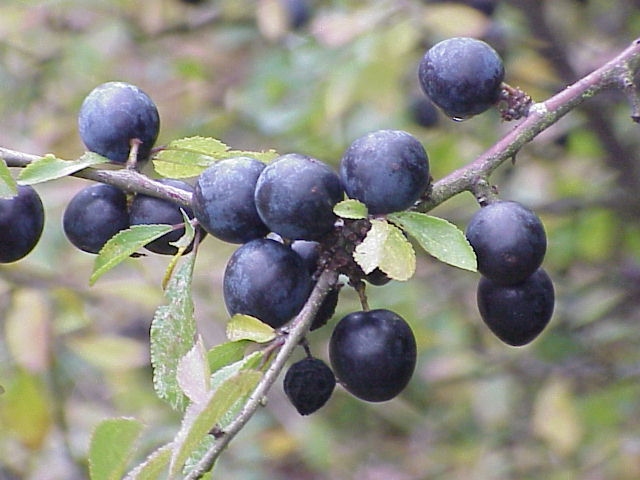
Fruto del abruñeiro.

Este espacio natural está encuadrado en la región eurosiberiana, provincia Cantabria-Atlántica, sector Galaico-Portugués, subsector Xuresiano Queixense.
La fuerte influencia mediterránea pone de manifiesto una etapa madura de la serie Vaccinio myrtilli-Quercetum robori sigmetum con frecuente aparición de melojo (Quercus pynenaica), y refleja también la falta de urciona en las formaciones de tojo.
La asociación dominante es Genista Genistello tridentatae- Ericetum aragonensis, y con una cantidad importante, aunque en menor proporción, nos encontramos con la asociación Agrostio duriaei-Sedetum pyrenaica. También están las formaciones de prados silíceos, que obedecen mayoritariamente a las asociaciones Teesdaliopsio confertae-Festuca eskia Festucetum summilusitanae.
Destaca como especie de interés el serbal de cazadores, el tejo (Taxus baccata) y endrino (Prunus spinosa), entre los árboles, por la importancia que tienen en la alimentación de la vida silvestre y la zarzamora (Rubus ulmifolius), avellano (Corylus avellana) y espino común (Crataegus monogyna), entre los arbustos.

## Fauna

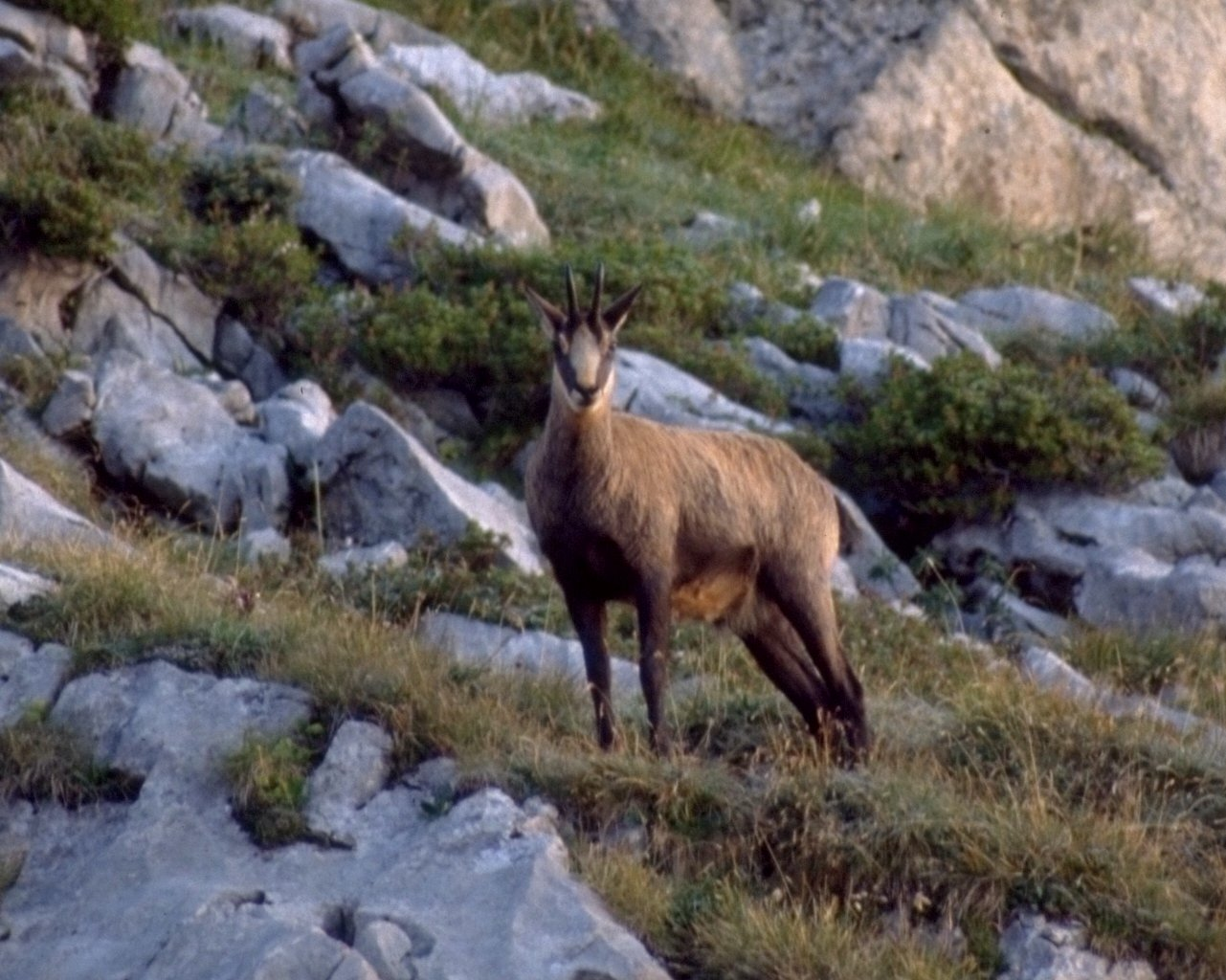
Rebeco.

La fauna muestra la pirámide trófica completa. El lobo es el único superdepredador, actúa en las poblaciones naturales de corzo y jabalí. Lo más importante es la presencia de una población de 12 ejemplares que permanece más o menos estable y con una predación sobre los animales silvestres, a diferencia de otras poblaciones «degeneradas», que son depredadores «oportunistas» en las aves de corral, o en los desechos, etc. En 2020 se filmó a través de foto-trampeo a un oso pardo en el parque natural. Este hecho se convierte en el primer avistamiento de esta especie en el Macizo Central orensano en 150 años.
Son también notables en la zona mamíferos como: el tejón, la jineta, el gato montés (Felis silvestris), la marta, la garduña y el armiño. También hay importantes poblaciones de ungulados, como el corzo, y el ciervo (reitroducido). Se han reintroducido con éxito en el parque el rebeco y la cabra montés (Capra pyrenaica victoriae) procedentes de la sierra de Gredos. 
Además de estas especies están presentes el desmán, el turón, y la nutria (Lutra lutra) que generalmente se encuentran en las riberas de los ríos y humedales.

## Historia y cultura

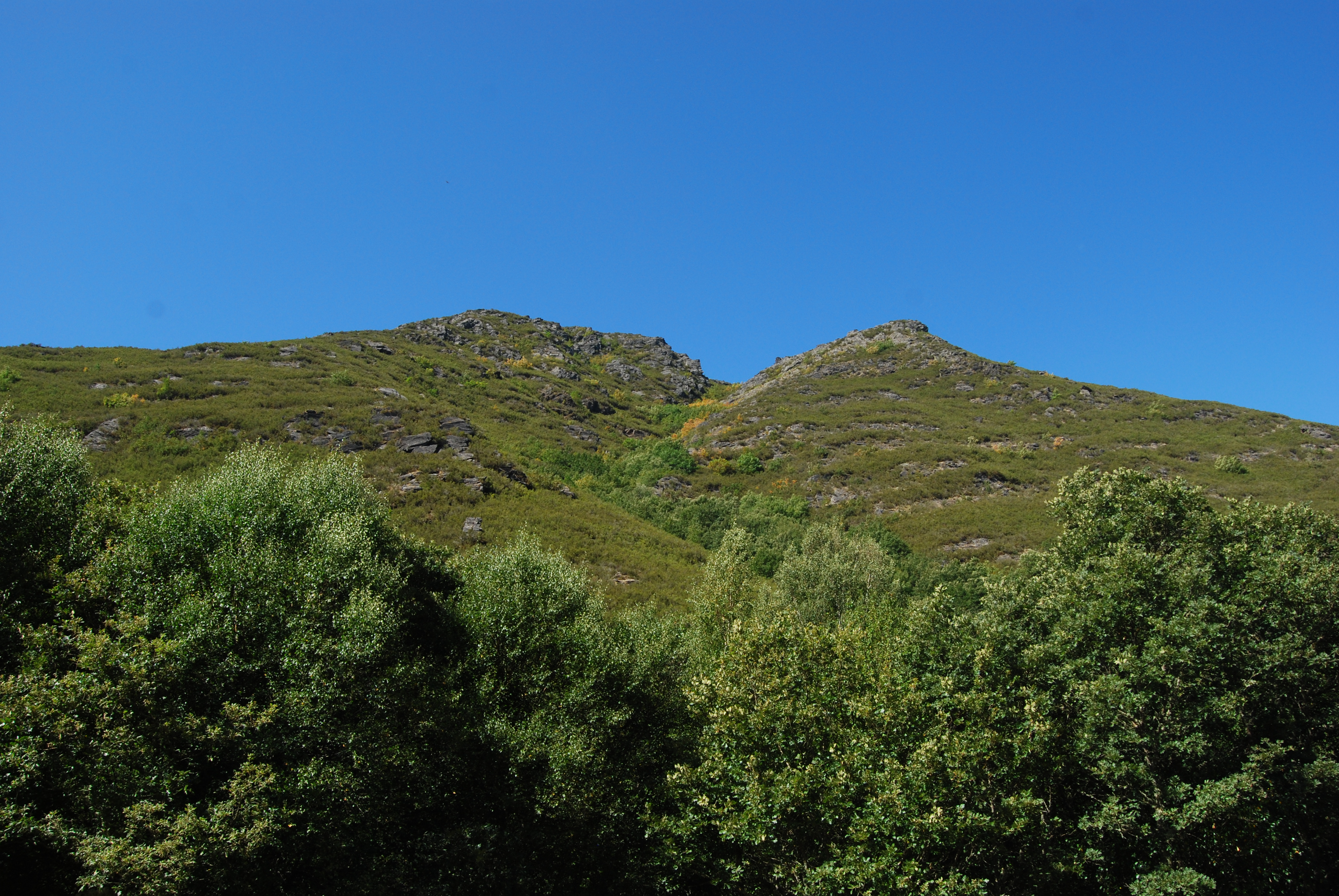
Entorno natural del parque.

Los restos arqueológicos de la zona reflejan una civilización antigua con indicios de la existencia de dolmenes, castros, y restos romanos (como la presencia de un antiguo campamento romano en Castelo de Cerveira, cerca del parque). Es en la época romana cuando, en los montes de Invernadero se trabajó en la extracción de oro por el sistema denominado derrubium montim. De aquella época quedan topónimos como el arroyo Cabadoiro.
Destaca la arquitectura religiosa, sobresaliendo la iglesia de Santa María, en el Sabuguido, el pazo de Conso, que pertenece al conde de Lemos, destaca en la arquitectura civil.

## Visita
Para entrar en el parque, los visitantes deben tener un permiso que se le extiende por escrito en la Delegación Provincial de la Consejería de Medio Ambiente y Ordenación del Territorio de Orense y que se concede a un máximo de 30 personas por día, para efectuar recorridos por las rutas marcadas.
Aunque no está permitido pernoctar, existe un aula de la naturaleza que dispone de cuatro dormitorios, dos con 28 literas y dos con una litera y los servicios. Están destinados a grupos de estudiantes e investigadores.